# Passning (bollsport)
Passning är ett centralt begrepp inom bollsporter som är lagsporter. En pass eller passning innebär att bollhållaren, det vill säga den spelare som innehar eller kontrollerar bollen, på något sätt inom ramen för sportens regelverk överlåter bollen till en medspelare i samma lag. Spelaren ägnar sig då åt att passa [bollen], även kallat att spela bollen [till ...]. Olika sporter har olika regler för hur passningar får gå till. 
En medspelare som det är tillåtet att passa bollen till kallas passningsbar eller spelbar.
Redan i de moderna bollsporternas barndom, när de första spelreglerna för fotboll kom 1863, fanns det regler för att förhindra vissa passningar i riktning mot motståndarmålet, så kallad offside.
För sporter som använder puck istället för boll skall ovanstående förstås avseende pucken istället för bollen.

## Fotboll
Inom fotboll är en spelare passningsbar om:
1. Spelaren befinner sig på planen
2. Spelaren inte befinner sig i offsideposition

Passningen utgör en fundamental del av spelet. Det finns många typer av passningar som fyller olika funktioner:
DirektpassningBollen slås rakt till en medspelare, oftast underförstått i riktning mot spelarens fötter.
Passning på en ytaAtt slå bollen på den yta på spelplanen i en spelares färdriktning där spelaren kan förväntas vara när, eller strax efter, att passningen når fram.
TillbakapassningAtt slå bollen tillbaka till den spelare som har passat bollhållaren.
VäggpassningNär två eller fler spelare för fram bollen förbi motspelare genom att passa varandra utan mellanliggande dribbling.
LångbollAtt slå en längre passning som passerar en eller flera av motståndarlagets försvarslinjer, och placerar bollen på en yta där en egen anfallare kan nå bollen genom att löpa förbi motståndarna.
BakåtpassningAtt slå bollen till spelare som befinner sig närmare egen mållinje än vad bollen gör. Vid bakåtpassning till egen målvakt får målvakten sedan 1992 inte längre ta bollen med händerna. I fotboll kan en bakåtpassning aldrig vara offside.
KrosspassningEller cross- eller krosspass. Att slå bollen i sidled från en kant till den andra, för att på så sätt bredda motståndarens försvarslinjer. Se även krossboll.